# Surface Hub
Surface Hub es la primera generación de una marca de pizarras interactivas desarrollada y comercializada por Microsoft como parte de la gama Microsoft Surface. El Surface Hub es un dispositivo montado en la pared o en un soporte rodante con una pantalla táctil de 55 pulgadas (140 cm) a 1080p o de 84 pulgadas (210 cm) a 4K y 120 Hz con capacidades multitáctiles y de lápiz múltiple, que ejecuta el sistema operativo Windows 10. Los dispositivos están pensados para que las empresas los utilicen en sus colaboraciones y videoconferencias.
El 15 de mayo de 2018, Microsoft anunció que la segunda generación de estos dispositivos llamado 'Surface Hub 2S' saldría a la venta en 2019.

## Historia
En 2012, Microsoft adquirió Perceptive Pixel, de Jeff Han, que había desarrollado anteriormente pantallas multitáctiles de gran tamaño como la CNN Magic Wall. Microsoft indicó en 2014 que tenía la intención de producir en masa los dispositivos como parte de un esfuerzo por reducir el coste.
Microsoft anunció por primera vez el Surface Hub en su evento de dispositivos Windows 10, el 21 de enero de 2015, en el que el dispositivo se utilizó durante la mayor parte de la keynote. Microsoft comenzó a aceptar pedidos anticipados de Surface Hub el 1 de julio de 2015, para los modelos de 55 y 84 pulgadas, afirmando que comenzarían a enviarse en septiembre de 2015. Sin embargo, el 13 de julio de 2015, se anunció en el blog de Microsoft sobre la Surface que la demanda de pedidos anticipados había superado con creces las previsiones y que los envíos se retrasarían, con más detalles sobre los retrasos a mediados de agosto. Microsoft confirmó que había pospuesto el envío al 1 de enero de 2016. En diciembre de 2015, Microsoft anunció otro retraso y que aumentaría los precios en 2.000 dólares, aunque respetaría los acuerdos de precios para los pedidos anticipados que se habían realizado. El Surface Hub comenzó a enviarse a los clientes empresariales el 25 de marzo de 2016.

## Características

### Hardware
Ambos modelos de Surface Hub utilizan los procesadores Intel Core Haswell de cuarta generación (Core i5 para el de 55 pulgadas y Core i7 para el de 84) y ejecutan Windows 10 de 64 bits. Las principales diferencias entre las dos variantes son el tamaño de la pantalla, la resolución y los adaptadores gráficos. El modelo de 55 pulgadas soporta 1920 × 1080 Full HD y contiene un controlador Intel HD Graphics 4600 integrado en la CPU. El modelo de 84 pulgadas, más caro, tiene una resolución de 3840 × 2160 4K con un adaptador gráfico discreto Nvidia Quadro K2200. 
La pantalla de ambos modelos es de alta definición con una frecuencia de refresco de 120 Hz, aunque no está pensada para su uso en proyecciones de cine o televisión. La pantalla puede alcanzar altos niveles de brillo (hasta 424,38 cd/m2) y puede llegar a un mínimo de 1,58 cd/m2. La pantalla tiene un sensor táctil para detectar si se está utilizando un lápiz óptico.
Los modelos Surface Hub cuentan con una cámara HD gran angular a cada lado del dispositivo. Las cámaras producen vídeo a 1080p y 30 fps y permiten una matriz de micrófonos de cuatro elementos. Las cámaras cuentan con sensores de luz ambiental y de presencia por infrarrojos, lo que permite al Hub reaccionar a los niveles de luz o al calor de la sala (por ejemplo, activando un programa de presentación cuando alguien entra en la sala). Cuando se utilizan para videoconferencias, las cámaras están pensadas para seguir automáticamente a una persona que se mueve de un lado a otro de la pantalla. Según Microsoft, el conjunto de micrófonos de cuatro elementos puede detectar un susurro a 7,0 m de distancia. Sin embargo, en las pruebas del Hub realizadas por PC Magazine, una estimación más realista es de unos 4,6 m.

### Software
El Surface Hub ejecuta Windows 10 Team, una versión personalizada de Windows 10 Enterprise.  
El producto de software JT2GO (desarrollado por Siemens) permite a los usuarios del Surface Hub interactuar con un modelo 3D. Los modelos pueden visualizarse desde cualquier ángulo y ampliarse o reducirse en tiempo real. La aplicación puede utilizarse en todos los dispositivos Windows 10, pero es especialmente útil en el Surface Hub. 
Surface Hub incluirá la aplicación videoconferencia de Skype for Business.
También se pueden utilizar las aplicaciones de Microsoft Office, como Word, PowerPoint y Excel. Microsoft OneNote y Microsoft Whiteboard permite a los usuarios dibujar en la pantalla como si de una pizarra se tratase.
La pantalla de bienvenida de Hub tiene tres botones –llamar, pizarra y conectar–  que corresponden a los temas promovidos de hablar, dibujar y compartir. De forma individual o simultánea se pueden utilizar estas funciones.